# أحمد بن سيف آل نهيان
أحمد بن سيف آل نهيان (مواليد 7 نوفمبر 1963) هو أحد أفراد أسرة آل نهيان الحاكمة في أبو ظبي في دولة الإمارات العربية المتحدة والمؤسس ورئيس مجلس إدارة الاتحاد للطيران السابق. وكان عضواً في المجلس التنفيذي لإمارة أبوظبي.

## حياته
ولد الشيخ أحمد في العين عام 1966، وتخرج من جامعة الإمارات العربية المتحدة في العين، وتابع لإكمال درجة الماجستير في جامعة جنوب كاليفورنيا وحصل على درجة الدكتوراه في مصر. الشيخ أحمد بن سيف هو عضو المجلس التنفيذي لإمارة أبوظبي وكان رئيس مجلس إدارة شركة أبوظبي لتقنيات الطائرات وهو المنصب الذي يشغله منذ عام 2001، ويشغل حالياً منصب رئيس مجلس إدارة شركة روتانا جيت للطيران.
قبل انضمامه إلى الاتحاد للطيران في عام 1992، كان الشيخ أحمد يشغل منصب وكيل وزارة الطيران المدني في أبوظبي، ومن عام 2001 إلى عام 2009 كان رئيسًا لشركة جامكو، كما شغل لمدة عام واحد (2007-2008) منصب رئيس دائرة الطيران المدني في أبوظبي، وهو أيضًا الرئيس التنفيذي السابق لشركة طيران الخليج من يناير 1996 حتى ديسمبر 2000. علاوة على ذلك، فهو كابتن تجاري مؤهل، يقود طائرات إيرباص 340، وبوينغ 767 التابعة لشركة طيران الخليج ودرب أيضًا الطيارين في القوات المسلحة الإماراتية على طائرات بوينغ 767، وقاد طائرات سي130 في القوات الجوية لدولة الإمارات العربية المتحدة.
حصل على جائزة "الابتكار في الأعمال" المرموقة في حفل أقيم في القمة العالمية لعواصم المستقبل في أبو ظبي في يناير 2009.
أسس الشيخ أحمد الاتحاد للطيران في عام 2003 وتولى منصب رئيس مجلس الإدارة حتى مايو 2009. وخلال فترة رئاسته، حصلت الاتحاد للطيران على العديد من الجوائز. بالإضافة إلى ذلك، يقود الكابتن أحمد بن سيف حاليًا طائرة إيرباص A319 التابعة لشركة روتانا جيت.